# Marquesat d'Estella
El marquesat d'Estella és el títol nobiliari espanyol que el rei Alfons XII va concedir per decret del 25 de maig de 1877 al capità general Fernando Primo de Rivera y Sobremonte, I comte de San Fernando de la Unión. L'11 d'octubre de 1923 el rei Alfons XIII li atorgà la Grandesa d'Espanya. El nom fa referència al municipi navarrès d'Estella o Lizarra, on el general va entaular batalla amb les forces carlines.

## Marquesos de Estella
| Titular                | Titular                                         | Període                |
| Creació per Alfons XII | Creació per Alfons XII                          | Creació per Alfons XII |
| ---------------------- | ----------------------------------------------- | ---------------------- |
| I                      | Fernando Primo de Rivera y Sobremonte           | 1877-1921              |
| II                     | Miguel Primo de Rivera y Orbaneja               | 1921-1930              |
| III                    | José Antonio Primo de Rivera y Sáenz de Heredia | 1930-1936              |
| IV                     | Miguel Primo de Rivera y Sáenz de Heredia       | 1936-1964              |
| V                      | Miguel Primo de Rivera y Urquijo                | 1964-1985              |
| VI                     | Fernando Primo de Rivera y Oriol                | 1985-actual titular    |

## Història dels marquesos d'Estella
- Fernando Primo de Rivera y Sobremonte (1831-1921), I marquès d'Estella, I comte de San Fernando de la Unión.

1. Es va casar María del Pilar Arias-Quiroga y Escalera. Sense descendents. El va succeir el fill del seu germà Miguel Primo de Rivera y Sobremonte que s'havia casat amb Inés de Orbaneja y Pérez de Grandallana, per tant el seu nebot:

- Miguel Primo de Rivera y Orbaneja (1870-1930), II marquès d'Estella.

1. Es va casar Casilda Sáenz de Heredia y Suárez de Argudín. Li va succeir el seu fill:

- José Antonio Primo de Rivera y Sáenz de Heredia (1903-1936), III marquès d'Estella, I duc de Primo de Rivera (concedit, en 1948, a títol pòstum). Solter. Sense descendents. El va succeir el seu germà:

- Miguel Primo de Rivera y Sáenz de Heredia (1904-1964), IV marquès d'Estella, II duc de Primo de Rivera.

1. Es va casar amb Margarita Larios y Fernández de Villavicencio. Sense descendents. El va succeir el fill del seu germà Fernando Primo de Rivera y Sáenz de Heredia, que s'havia casat amb María del Rosario de Urquijo y Federico, per tant el seu nebot:

- Miguel Primo de Rivera y Urquijo (n. en 1934), V marquès d'Estella, III duc de Primo de Rivera.

1. Es va casar María de Oriol y Díaz de Bustamante.
2. Es va casar María de los Reyes Martínez-Bordiú y Ochoa. El va succeir, del seu primer matrimoni, el seu fill:

- Fernando Primo de Rivera y Oriol, (n. en 1962), VI marquès d'Estella.